# IAS 2
IAS 2 «Запасы» — международный стандарт финансовой отчетности, регулирующий учет товарно-материальных запасов, и действующий с 1 января 2005 года, утвержден Приказом Минфина РФ от 25 ноября 2011 г. № 160н.

## Цель стандарта
IAS 2 «Запасы» регулирует учет товарно-материальных запасов, за исключением:
- незавершенных работ по договорам подряда (IAS 11), (исключен МСФО (IFRS) 15, утв. Приказом Минфина России от 27.06.2016 N 98н)
- финансовых инструментов (IAS 32 и IAS 39),
- биологических активов, связанных с сельскохозяйственной деятельностью и сельхозпродукцией на момент сбора урожая (IAS 41).

Запасы — это активы:
- предназначенные для продажи в ходе обычной хозяйственной деятельности
- находящиеся в процессе производства для такой продажи
- в форме сырья и материалов для использования в процессе производства или оказания услуг.

## Признание
Первоначальное признание запасов осуществляется по себестоимости, которая включает все затраты на приобретение, переработку (материальные затраты, затраты на оплату труда и накладные расходы) и прочие затраты, понесенные с целью доставки запасов до места их расположения и доведения до текущего состояния, за исключением курсовых разниц.
Затраты на приобретение состоят из: цены покупки, импортных пошлин и других невозмещаемых налогов, транспортных и других расходов, непосредственно относящихся к приобретению товаров, сырья и услуг, за вычетом торговых скидок и возвратов.
Затраты на переработку включают:
- прямые производственные затраты, такие как прямые затраты на оплату труда, накладные расходы;
- систематическое распределение постоянных и переменных производственных накладных расходов, понесенных при переработке материалов в готовую продукцию;
- распределение постоянных производственных накладных расходов на единицу продукции основано на нормальной производственной мощности основных средств (средняя производственная мощность в течение нескольких сезонов при нормальных условиях).

Прочие затраты могут включаться в стоимость запасов только в той степени, в которой они связаны с приведением запасов в их текущее местоположение и состояние (например, непроизводственные накладные расходы по разработке продукта для конкретного клиента, затраты по займам).
Затраты, которые не включаются в стоимость запасов:
- сверхнормативные потери материалов, труда или другие издержки производства;
- затраты на хранение, если только эти затраты не обусловлены потребностями производственного процесса для перехода на следующую стадию производства;
- административно-хозяйственные накладные расходы, которые не связаны с транспортировкой запасов в текущее место нахождение и приведением их в текущее состояние;
- торговые издержки.

В случае закупа запасов по повышенной цене при условии отсрочки платежа разница в цене должна учитываться как процентные расходы в течение периода отсрочки платежа.
IAS 2 выделяет следующие способы расчета себестоимости запасов:
- специфическая идентификация затрат. Используется для невзаимозаменяемых запасов и для товаров и услуг, произведенных для конкретных проектов. Определенные затраты относятся на определенные статьи запасов.
- метод ФИФО (первое поступление -первый отпуск). Остаток запасов в наличии представлен теми запасами, которые были приобретены или произведены последними.
- метод средневзвешенной стоимости, которая может рассчитывается на периодической основе ли при получении каждой дополнительной партии запасов.

Применение метода ЛИФО не допускается. Для всех однородных запасов, предназначенных для одинакового использования компанией, следует использовать один и тот же метод оценки себестоимости, в то время как для других запасов может быть обоснованным использование иного метода.
Запасы должны оцениваться по наименьшей из двух величин — стоимости приобретения и чистой стоимости реализации.
Чистая стоимость реализации — расчетная продажная цена, используемая в ходе обычной хозяйственной деятельности, за вычетом расчетных затрат, необходимых для осуществления продажи: сумма, которую предприятие реально ожидает получить от продажи конкретного вида запасов. Поэтому чистая стоимость реализации может отличаться от справедливой стоимости за вычетом торговых издержек.
Запасы должны списываются до чистой стоимости реализации даже ниже себестоимости, так как активы не должны учитываться выше сумм, получение которых ожидается от их продажи или использования. Основные ситуации, в которых чистая цена продажи запасов оказывается ниже себестоимости:
 — увеличение себестоимости ли падение продажной цены;
 — физическое повреждение запасов;
 — моральное устаревание запасов;
 — принято решение, как часть маркетинговой стратегии компании, производить и продавать товары в убыток.
Чистая стоимость реализации основывается на самой достоверной доступной информации и учитывают колебания цен или стоимости после окончания отчетного периода, если они отражают условия, имевшие место на конец периода, учитывают предназначение запасов. Чистая стоимость реализации запасов, предназначенных для исполнения конкретного договора, должна определяться на основе цены, установленного в договоре, и только излишек запасов должен оцениваться исходя из общих продажных цен.
Стоимость сырья и материалов, предназначенных для использования в производстве, не подлежит списанию ниже себестоимости, если готовую продукции, в производстве которой они будут задействованы, предполагается продать по себестоимости или с прибылью.
Когда обстоятельства, послужившие основанием списания стоимости запасов ниже себестоимости, перестают существовать, или когда имеются явные признаки роста чистой стоимости реализации по причине изменения экономической ситуации, сумма, на которую была уменьшена себестоимость, должна быть восстановлена. Восстановленная сумма не может превышать первоначальную сумму списания, и поэтому новая балансовая стоимость будет представлять собой наименьшую из двух величин: себестоимости и пересмотренной чистой стоимости реализации.
При продаже запасов их балансовая стоимость должна быть отражена в качестве расходов в том же отчетном периоде, в котором признана соответствующая выручка. Величина частичного списания стоимости запасов до возможной чистой стоимости реализации и все потери запасов должны признаваться в качестве расходов в период осуществления списания или возникновения потерь.
Любая сумма восстановления списанной стоимости запасов, вызванного увеличением возможной чистой стоимости реализации, должна признаваться в качестве уменьшения расхода от снижения стоимости запасов в период восстановления стоимости.

## Раскрытие информации
В финансовой отчетности должна быть раскрыта следующая информация:
- учетная политика, принятая для оценки запасов, включая формулу расчета себестоимости;
- общая балансовая стоимость запасов и их классификация, соответствующая специфики предприятия;
- балансовая стоимость запасов, отражаемых по справедливой стоимости за вычетом расходов на продажу;
- стоимость запасов, отнесенная на расходы отчетного периода;
- величина списания стоимости запасов, отнесенная на расходы отчетного периода;
- величина восстановленной суммы ранее произведенного списания, вызванная увеличением возможной чистой стоимости реализации;
- обстоятельства или события, которые привели к восстановлению списанной стоимости запасов;
- балансовая стоимость запасов, использованных в качестве залога для обеспечения обязательств.

Списание балансовой стоимости запасов до чистой возможной цены продажи признается расходом в периоде, в котором было произведено списание. Восстановление ранее списанной стоимости запасов отражается как уменьшение расходов в периоде восстановления стоимости.